# Ivano Bordon
Ivano Bordon (født 13. april 1951 i Marghera, Italien) er en italiensk tidligere fodboldspiller (målmand), der blev verdensmester med Italiens landshold ved VM 1982.

## Karriere
Bordon spillede hele sin karriere i hjemlandet, hvor han blandt andet i 13 sæsoner var tilknyttet Inter. Han havde også ophold hos blandt andet Sampdoria og Brescia. I løbet af sine år hos Inter var han med til at vinde to italienske mesterskaber og to Coppa Italia-titler, mens det blev til én Coppa Italia-titel hos Sampdoria.
For det italienske landshold nåde Bordon at spille 22 kampe. Han blev verdensmester med holdet ved VM 1982 i Spanien, men var dog ikke på banen i turneringen, hvor han var reserve for førstevalget Dino Zoff. Han deltog også ved VM 1978 i Argentina og ved EM 1980 på hjemmebane.

## Titler
Serie A
- 1971 og 1980 med Inter

Coppa Italia
- 1978 og 1982 med Inter
- 1985 med Sampdoria

VM
- 1982 med Italien